# ماكس بريثويت
ماكس بريثويت (بالإنجليزية: Max Braithwaite)‏ (7 ديسمبر 1911 - 19 مارس 1995)؛ كاتب وروائي كندي.

## روابط خارجية
- ماكس بريثويت على موقع IMDb (الإنجليزية)